# Povoda
Povoda es un municipio del distrito de Dunajská Streda en la región de Trnava, Eslovaquia, con una población estimada a final del año 2024 de 968 habitantes.
Se encuentra ubicado al sur de la región, cerca de los ríos Danubio y Váh, y de la frontera con Hungría y la región de Bratislava.

## Demografía
| Año        | 1994 | 2004    | 2014     | 2024    |
| ---------- | ---- | ------- | -------- | ------- |
| Población  | 724  | 788     | 901      | 968     |
| Diferencia |      | +8,83 % | +14,34 % | +7,43 % |

| Año        | 2023 | 2024    |
| ---------- | ---- | ------- |
| Población  | 994  | 968     |
| Diferencia |      | −2,61 % |